# Uruguay i olympiska sommarspelen 1976
Uruguay deltog i de olympiska sommarspelen 1976 med en trupp bestående av nio deltagare, sju män och två kvinnor, vilka deltog i nio tävlingar i fem sporter. Ingen av landets deltagare erövrade någon medalj.

## Boxning
- Juan Scassino

## Cykling
Herrarnas linjelopp
- Carlos Alcantara — fullföljde inte (→ ingen placering)
- Víctor González — fullföljde inte (→ ingen placering)
- Waldemar Pedrazzi — fullföljde inte (→ ingen placering)
- Washington Díaz — fullföljde inte (→ ingen placering)

Herrarnas tempolopp
- Miguel Margalef — 1:11,905 (→ 22:a plats)

Herrarnas förföljelse
- Washington Díaz — 21:a plats

Herrarnas lagförföljelse
- Washington Díaz
- Víctor González
- Miguel Margalef
- Waldemar Pedrazzi

## Friidrott
- Ana María Desevici